# Григорова (деревня)
Григорова — деревня в составе Соликамского городского округа в Пермском крае.

## Географическое положение
Деревня расположена на правом берегу реки Кама примерно в 6 километрах по прямой на запад от Боровска, северного микрорайона города Соликамск.

## Климат
Климат умеренно континентальный с суровой продолжительной зимой и тёплым коротким летом. Самый холодный месяц — январь со среднемесячной температурой (−15,7 °C), самый тёплый — июль со среднемесячной температурой (+17,4 °C). Продолжительность безморозного периода в среднем составляет 114 дней. Общее число дней с положительной температурой 190. Последний весенний заморозок в среднем наблюдается в конце мая, а первый осенний — в конце второй декады сентября. Среднегодовая температура воздуха −2,2 °C.

## История
Деревня известна с 1623—1624 годов. До 2019 года деревня входила в состав Касибского сельского поселения Соликамского района, после упразднения этих муниципальных образований стала рядовым населённым пунктом Соликамского городского округа.

## Население
Постоянное население деревни было 6 человек (83 % русские) в 2002 году, 8 человек в 2010.
| 2010 |
| ---- |
| 8    |